# Canada Day III
Canada Day III ist ein Jazzalbum von Harris Eisenstadt mit seinem Quintett Canada Day. Die am 7. März 2012 entstandenen Aufnahmen erschienen im Juli 2012 auf Songlines Records.

## Hintergrund
Canada Day III ist nach Canada Day (Clean Feed, 2008) und Canada Day II (Songlines, 2011) das dritte Album, das der Schlagzeuger und Komponist Harris Eisenstadt mit seinem regulären Quintett Canada Day aufgenommen hat. Für den Bassisten Eivind Opsvik war Garth Stevenson in die Band gekommen, der auch schon beim in dieser Zeit in erweiterter Besetzung entstandenen Album  Canada Day Octet (482 Music, 2012) beteiligt war. Einige der Titel basieren auf Material, das Eisenstadt ursprünglich für ein durchkomponiertes Orchesterwerk geschrieben hatte, das im Juni 2011 an der Columbia University uraufgeführt wurde.

## Titelliste
- Harris Eisenstadt: Canada Day III (Songlines Recordings SGL 1596-2)
  1. Slow and Steady
  2. Settled
  3. A Whole New Amount of Interactivity
  4. The Magician of Lublin
  5. Song for Sara
  6. Nosey Parker
  7. Shuttle Off This Mortal Coil
  8. King of the Kutiriba
- Alle Kompositionen stammen von Harris Eisenstadt.

## Rezeption
Nach Ansicht von S. Victor Aaron, der das Album in Something Else! rezensierte, hebe die Partnerschaft zwischen Wooley und Bauder hebt die Songs vom Boden und manchmal in große Höhen. Wooley lasse im Stück Nosey Parker (deutsch: „Schnüffler“) eine „fiese Trompetenexplosion“ los, gefolgt von Bauders eleganteren Formulierungen. Das Zusammenspiel sei besonders gut bei Slow and Steady, wo sie irgendwann Note für Note hin und her gehen. A Whole New Amount of Interactivity sei ein „großartiges Glanzstück“ für Stevenson, wo er Unisono mit Dingman spiele, dabei sich gelegentlich auch an andere Interpreten anlehne, und ein anderes Mal das sich wiederholende Thema kräftig vorantreibe, während andere auf der harmonischen Grundlage spielten. Sein wandelnder Bass treibt The Magician of Lublin an, ein Lied, das auch Wooleys aus dem Bauch heraus gedämpft gespielte Trompete enthält, die Art von rohem Ausdruck, die oft von Eisenstadts Spielern gehört wird.
Mark Corroto verlieh dem Album 4½ Sterne und schrieb in All About Jazz, obwohl der Schlagzeuger behaupte, keine Stücke für einzelne Spieler und deren Stile zu schreiben, sei der „einzigartig klingende Nate Wooley unverkennbar. Teilweise perfekter Kammerspieler und teils knurrender Free-Jazz-Trompeter, sein Dialog mit dem Saxophonisten Matt Bauder ist durchweg wundersam.“ Die Freiheit des Quintett in einem freien Spiel finde stets in der Verantwortung für die Kompositionen statt. Die komponierte Musik werde auf dem Album mit einer Freiheit ausgeführt, die sich der Logik entzieht, aber weiterhin einwandfrei funktioniere.
Ebenfalls in All About Jazz schrieb John Sharpe, die dritte Folge des Canada Day-Abenteuers von Schlagzeuger Harris Eisenstadt folge der gleichen Erfolgsformel wie die beiden Vorgängeralben und bilde eine markante Nische in den Grenzgebieten des zeitgenössischen Jazz auf das Blue Note-Territorium der 1960er-Jahre des Pianisten Andrew Hill und der Holzbläser Sam Rivers und Eric Dolphy. Nach einer Tournee aufgenommen, habe die Band das Programm, das härtere Kanten als auf ihren Vorgängeralben habe, gründlich verinnerlicht und eine perfekte Balance zwischen durchdachten Arrangements und Raum für einzelne Musiker geschaffen, um zu glänzen. Auch wenn Eisenstadt auf ein Quintett beschränkt sei, setze es eine orchestrale Konzeption ein. Ein afrikanischer Einfluss ist in den sprunghafte Linien zu erkennen, die die Melodielinie rhythmisch im Ensemble verteilen. Jedes Stück hat mehrere Abschnitte und Tempi, aber sie manifestieren sich nicht als eine Reihe von nervösen Sprungschnitten. Stattdessen herrsche eine innere Logik und ein innerer Fluss, die sie täuschend einfach erscheinen lassen. Mit diesem Album habe sich Eisenstadt „zu einem der besten Autoren für kleine Gruppen entwickelt“, der dies mit einem vollendeten Album weiter ausweite und verbessere.
Aaron Novik (Bird Is the Worm) schrieb, Eisenstadt veröffentliche konsequent herausfordernde Aufnahmen. Er spiele mit Kompositionen, vertiefe sich in den Prozess, sie zu erschaffen, ihnen Bedeutung und Funktion zu geben, dann die Implikationen dieser Bedeutung und Funktion zu entschlüsseln und dann die Dinge zu überarbeiten. Auch wenn Canada Day III, soweit es diese Dinge betrifft, eine zugängliche Aufnahme sei, tut sich der Autor schwer, „alles in mich aufzunehmen“.